# Бородино (Шатурский район)
Бородино́ — деревня в Шатурском муниципальном районе Московской области. Входит в состав Дмитровского сельского поселения. Население — 78 человек (2013).

## Расположение
Деревня Бородино расположена в южной части Шатурского района, расстояние до МКАД порядка 155 км. Высота над уровнем моря 124 м.

## Название
Во всех дошедших до нас исторических документах, где упоминается деревня, зафиксировано наименование Бородино. На «Специальной карте Европейской России» И. А. Стрельбицкого деревня обозначена как Бардина.

## История
Впервые деревня упоминается в писцовой Владимирской книге В. Кропоткина 1637—1648 гг. Во второй половине XVII — первой половине XVIII веков деревня входила Зачисморскую кромину волости Муромское сельцо Владимирского уезда Замосковного края Московского царства. Деревня принадлежала владимирцу Петру Васильевичу Кривскому.
Последними владельцами деревни перед отменой крепостного права были Аркадий, Валерий, Павел и Георгий Ивановичи Якоби.
После отмены крепостного права деревня вошла в состав Дубровской волости.
В советское время деревня входила в Бородинский сельсовет.

## Население
| 1859 | 1868 | 1885 | 1905 | 1970 | 1993 |
| ---- | ---- | ---- | ---- | ---- | ---- |
| 168  | ↘160 | ↗252 | ↗326 | ↘151 | ↘95  |
| 2002 | 2006 | 2010 | 2011 | 2013 |      |
| ↗109 | ↘104 | ↘77  | ↗84  | ↘78  |      |

## Галерея

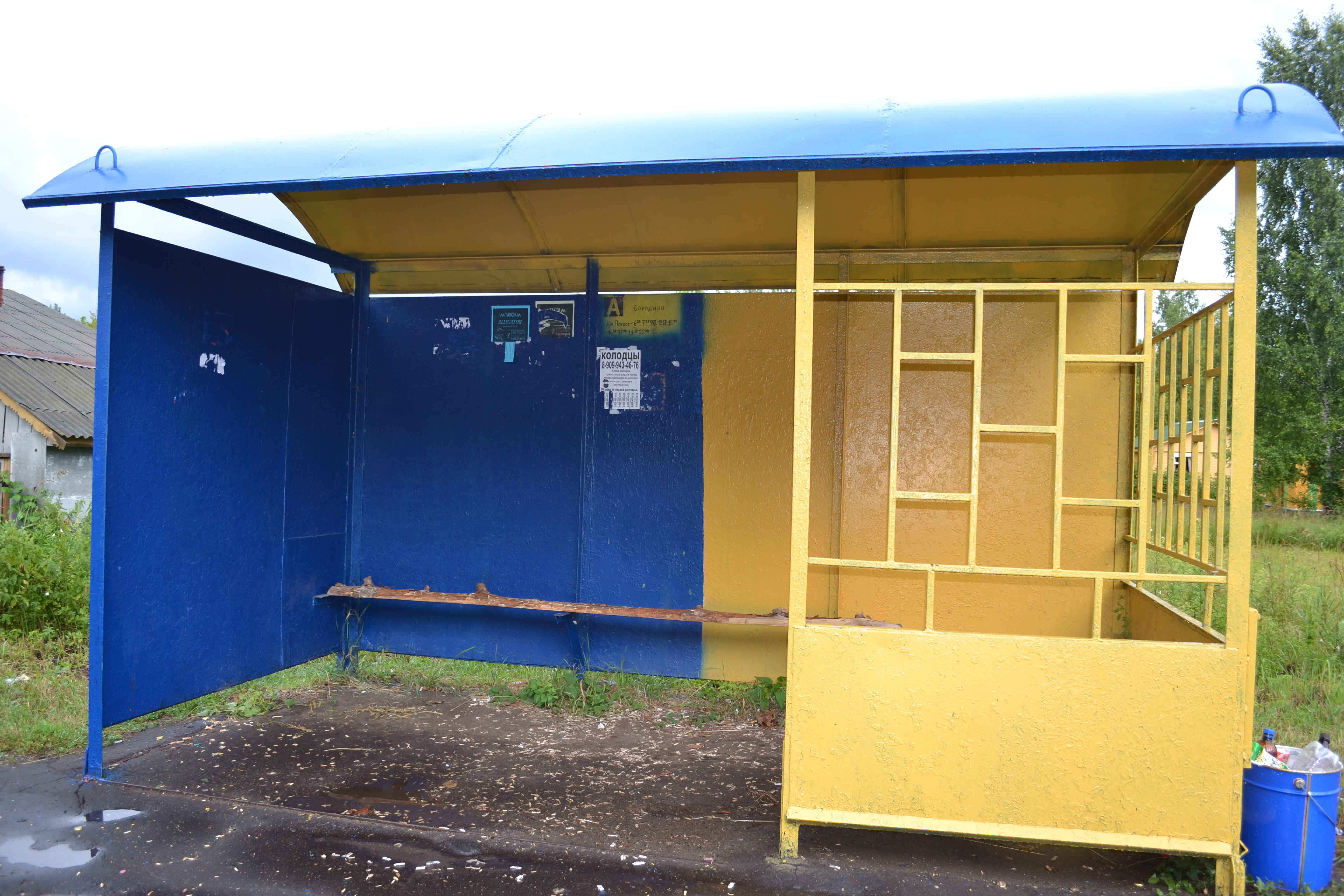
Остановка в деревне
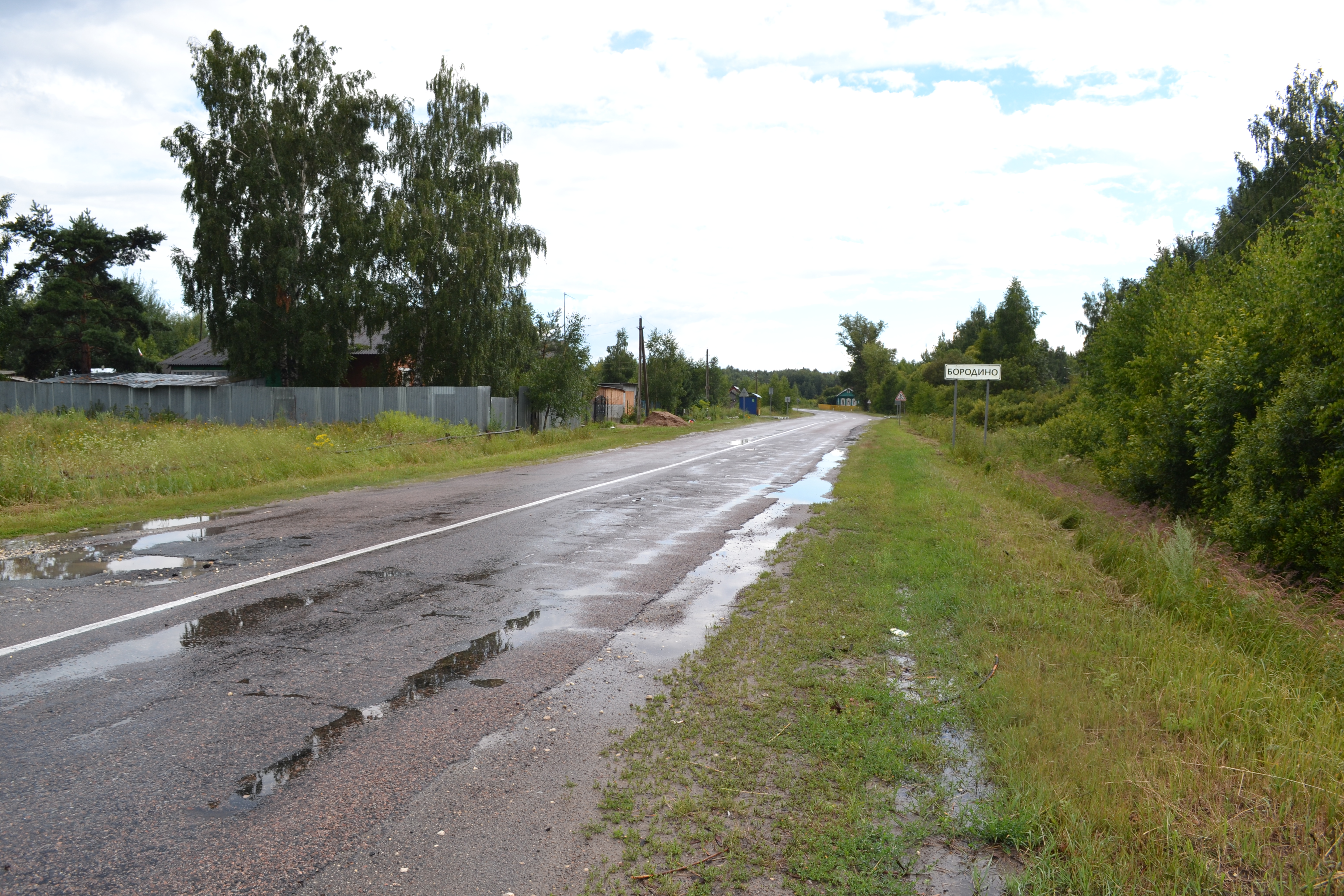
Бородино